# Premio del Giovedì Marisa Rusconi
Il premio del Giovedì "Marisa Rusconi" è stato un premio letterario riservato ad opere prime di narrativa in lingua italiana, edite nell'anno precedente a quello di assegnazione.

## Storia
Il premio nacque nel 1994 come premio del Giovedì nel contesto del salotto culturale-letterario tenuto a Milano dall'avvocato, scrittore e commediografo Augusto Bianchi Rizzi.
Dal 2000 il premio è stato intitolato alla memoria della giornalista e scrittrice Marisa Rusconi, già membro della giuria.
A partire dal 2009 il premio non è stato più assegnato per malattia dello sponsor Augusto Bianchi Rizzi venuto a mancare nel 2014.

## Il premio
Il premio consiste in una somma di denaro per gli autori di entrambe le opere selezionate, e nell'assistenza legale gratuita in un giudizio civile (primo grado) per l'editore dell'opera risultata vincitrice.
Ai sensi dello statuto del premio, nella selezione delle opere finaliste la giuria si basa sui seguenti criteri: la modernità dei temi, il respiro sociale e la qualità della scrittura.
La designazione dell'opera vincitrice ha luogo l'ultimo giovedì del mese di giugno, alla presenza degli autori delle opere selezionate e dei loro editori: in tale occasione le due opere sono sottoposte al voto dei circa 150 ospiti abitualmente presenti. Lo spoglio delle schede viene tradizionalmente affidato al sociologo Renato Mannheimer.

## Giuria
Nella sua configurazione attuale ogni anno la giuria - composta (nel 2006) da Donatella Borghesi, Luigi Buffarini, Marisa Bulgheroni, Roberto Carusi, Michelangelo Coviello, Carmen Covito, Gabriele Crespi Reghizzi, Emilia Cestelli Dalla Chiesa, Nicola Danè, Vanna De Angelis, Erminia Dell'Oro, Armando Massarenti, Cristina Pariset, Leonardo Pelo, Michele Pepe, Bianca Pitzorno, Valeria Regazzoni, Silvia Sereni, Matteo Vegetti, Stefano Nespor, Mariano Settembri e presieduta da Augusto Bianchi Rizzi - seleziona due opere finaliste.

## Albo dei vincitori
1994
Vincitore: Miro Silvera - L'ebreo narrante (Frassinelli)
1995
Vincitore: Antonio Pennacchi - Mammut (Donzelli)
1996
Vincitore: Massimo Carlotto - Il fuggiasco (Edizioni e/o)
1997
Vincitore: Giulio Cingoli - Il gioco del mondo nuovo (Baldini & Castoldi)
1998
Vincitore: Marco Philopat - Costretti a sanguinare (Shake edizioni)
Finalista: Stefano Marcelli - Il dio femmina stuprato nel bosco (Fazi editore)
1999
Vincitore: Paola Mordiglia - Fucking matura (Adnkronos Libri)
Finalista: Marco Bosonetto - Il sottolineatore solitario (Einaudi)
2000
Vincitore: Rocco Fortunato - I reni di Mick Jagger (Fazi editore)
Finalista: Giovanni Chiara - L'agghiaccio (Marsilio Editori)
Segnalazione per:
- Diego de Silva - Una donna di scorta (Pequod Edizioni)
- Ugo Cornia - Sulla felicità ad oltranza (Sellerio editore)
- Paolo Nori - Le cose non sono le cose (Fernandel)

2001
Vincitore: Smari Abdel Malek - Fiamme in paradiso (Il Saggiatore)
Finalista: Paola Mastrocola - La gallina volante (Guanda)
Segnalazione per:
- Silvia di Natale - Kurai (Feltrinelli)
- Diego Marani - Nuova grammatica finlandese (Bompiani)
- Camilla Baresani - Il plagio (Arnoldo Mondadori Editore)
- C. Alessandra - Webmaster (Addiction)

2002
Vincitore: Davide Longo - Un mattino ad Irgalem (Marcos y Marcos)
Finalista: Lorenzo Licalzi - Io no (Fazi editore)
2003
Vincitore: Gianrico Carofiglio - Testimone inconsapevole (Sellerio Editore)
Finalista: Simonetta Agnello Hornby - La Mennulara (Feltrinelli)
Segnalazione per:
- Randa Ghazy - Sognando Palestina (RCS)
- Giorgio Todde - Lo stato delle anime (Il Maestrale / Frassinelli)
- Gero Giglio - La tattica del fuorigioco (Addictions)

2004
Vincitore: Laura Facchi - Il megafono di Dio (Baldini & Castoldi)
Finalista: Alessandro Banda - La verità sul caso Franz Caffa (Guanda)
Premio speciale: Luisito Bianchi -	La messa dell'uomo disarmato (Sironi editore)
2005
Vincitore: Gianni Marilotti - La quattordicesima commensale (Il Maestrale)
Finalista: Francesco Dezio - Nicola Rubino è entrato in fabbrica (Feltrinelli)
Segnalazione per:
- Emiliano Gucci - Donne e topi (Fazi editore)
- Gianni Biondillo - Per cosa si uccide (Guanda)

2006
Vincitori: Il premio non è stato assegnato in quanto la giuria non ha ritenuto alcuna opera meritevole di essere selezionata.
Segnalazione per:
- Sandro Bajini - Fagotto rosso (Philobiblon)
- Antonio Iovane - La gang dei senzamore (Barbera)

2007
Vincitore: Hamid Ziarati - Salam, maman (Einaudi)
Finalista: Alessandro Scotti - Tempo - storia di una solitudine (Neon Tealibri)
Segnalazione per:
- Alfredo Chiatello - La strada muta (Dario Flaccovio Editore)
- Mariolina Venezia - Mille anni che sto qui (Einaudi)
- Gianni Rigamonti - La signorina Alda (Di Girolamo)

2008
Vincitore: Fabio Geda - Per il resto del viaggio ho sparato agli indiani (Instar libri)
Finalista: Gabriella Ghermandi - Regina di fiori e di perle (Donzelli)
Premio speciale della giuria: Mario Calabresi - Spingendo la notte più in là. Storia della mia famiglia e di altre vittime del terrorismo (Arnoldo Mondadori Editore)
Segnalazione per:
- Francesca Ramos - Una come me (La Tartaruga)
- Giorgio Scianna - Fai di te la notte (Einaudi)
- Babsi Jones - Sappiano le mie parole di sangue (Rizzoli)